# Miramax
 (транскр.  Мирамакс, IPA: ), такође Miramax Films (транскр.  Мирамакс филмс), америчка је филмска комапанија специјализована за дистрибуцију независних и страних филмова. Компанију, чије је тренутно седиште у Санта Моници, основали су браћа Боб и Харви Вајнстајн 1979. Мирамакс је била водећа независна компанија за дистрибуцију и производњу филмова, све до 1993. када ју је откупила Компанија Волт Дизни. Браћа Вајнстајн су током периода сарадње са Дизнијем успели да сачувају финансијску и креативну независност Мирамакса, све док 2005. нису одлучили да оснују сопствену филмску компанију. Године 2010. Filmyard Holdings је откупио Мирамакс од Дизнија.
Студио Мирамакс је дистрибуирао више од 700 филмова, који су освојили 68 награда Оскар у разним категоријама, укључујући четири Оскара за најбољи филм за пројекте Енглески пацијент, Заљубљени Шекспир, Чикаго и Нема земље за старце.